# Mechanical Resonance
Mechanical Resonance är Teslas debutalbum som släpptes den 8 december 1986. Skivan fick några hits som "Cumin' Atcha Live" och "Modern Day Cowboy". "Little Suzi" är en cover på Ph.D.s låt "Little Suzies On The Up"

## Låtförteckning
1. EZ Come EZ Go (Hannon, Keith, Luccketta, Skeoch, Wheat) - 3:32
2. Cumin' Atcha Live (Hannon, Keith, Wheat) - 4:25
3. Gettin' Better (Hannon, Keith) - 3:20
4. 2 Late 4 Love (Hannon, Keith, Luccketta, Skeoch, Wheat) - 3:50
5. Rock Me To The Top (Keith, Skeoch) - 3:38
6. We're No Good Together (Hannon, Keith, Luccketta) - 5:15
7. Modern Day Cowboy (Hannon, Keith, Skeoch) - 5:19
8. Changes (Hannon, Keith, Luccketta, Skeoch, Wheat) - 5:02
9. Little Suzi (Diamond, Hymas) - 4:55
10. Love Me (Hannon, Keith, Wheat) - 4:15
11. Cover Queen (Hannon, Keith) - 4:32
12. Before My Eyes (Hannon, Keith, Luccketta, Skeoch) - 5:25